# 埃帕尔西
埃帕尔西（法語：Éparcy，法語發音：[epaʁsi]）是法国上法蘭西大區埃纳省的一个市镇，属于韦尔万区。

## 地理
埃帕尔西（49°52'24"N, 4°3'38"E）面积7.52 平方千米，位于法国上法蘭西大區埃纳省，该省份为法国北部内陆省份，北起北部省，西接索姆省和瓦兹省，东临阿登省和马恩省，西南至塞纳-马恩省，东北部与比利时接壤。
与埃帕尔西接壤的市镇（或旧市镇、城区）包括：比西伊、比尔、拉埃里、伊尔松、朗杜济拉维尔。

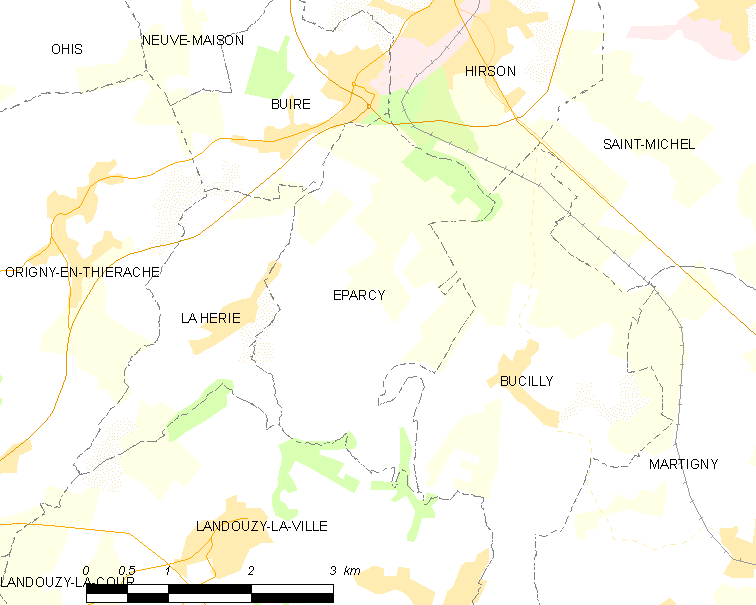
埃帕尔西的OSM定位图

埃帕尔西的时区为UTC+01:00、UTC+02:00（夏令时）。

## 行政
埃帕尔西的邮政编码为02500，INSEE市镇编码为02278。

## 政治
埃帕尔西所属的省级选区为伊尔松县。

## 人口

1962-2008年间埃帕尔西人口变化图示

埃帕尔西于2022年1月1日时的人口数量为34人。